# Kent Narrows
Kent Narrows is een plaats (census-designated place) in de Amerikaanse staat Maryland, en valt bestuurlijk gezien onder Queen Anne's County.

## Demografie
Bij de volkstelling in 2000 werd het aantal inwoners vastgesteld op 567.

## Geografie
Volgens het United States Census Bureau beslaat de plaats een oppervlakte van
6,7 km², waarvan 2,5 km² land en 4,2 km² water.

## Plaatsen in de nabije omgeving
De onderstaande figuur toont nabijgelegen plaatsen in een straal van 20 km rond Kent Narrows.